# Cephalocyclus gravidus
Cephalocyclus gravidus är en skalbaggsart som beskrevs av Edgar von Harold 1863. Cephalocyclus gravidus ingår i släktet Cephalocyclus och familjen Aphodiidae. Inga underarter finns listade.